# Chémeré-le-Roi
Chémeré-le-Roi és un municipi francès situat al departament de Mayenne i a la regió de País del Loira. L'any 2007 tenia 463 habitants.

## Demografia

### Població
El 2007 la població de fet de Chémeré-le-Roi era de 463 persones. Hi havia 168 famílies de les quals 52 eren unipersonals (20 homes vivint sols i 32 dones vivint soles), 40 parelles sense fills, 60 parelles amb fills i 16 famílies monoparentals amb fills.
La població ha evolucionat segons el següent gràfic:
Habitants censats

### Habitatges
El 2007 hi havia 226 habitatges, 172 eren l'habitatge principal de la família, 37 eren segones residències i 16 estaven desocupats. 215 eren cases i 11 eren apartaments. Dels 172 habitatges principals, 120 estaven ocupats pels seus propietaris, 49 estaven llogats i ocupats pels llogaters i 3 estaven cedits a títol gratuït; 1 tenia una cambra, 9 en tenien dues, 24 en tenien tres, 43 en tenien quatre i 95 en tenien cinc o més. 101 habitatges disposaven pel capbaix d'una plaça de pàrquing. A 85 habitatges hi havia un automòbil i a 72 n'hi havia dos o més.

### Piràmide de població
La piràmide de població per edats i sexe el 2009 era:
| Homes | Edats   | Dones |
| ----- | ------- | ----- |
| 0     | 95 o +  | 0     |
| 0     | 90 a 94 | 4     |
| 4     | 85 a 89 | 8     |
| 4     | 80 a 84 | 4     |
| 0     | 75 a 79 | 4     |
| 0     | 70 a 74 | 4     |
| 20    | 65 a 69 | 4     |
| 8     | 60 a 64 | 16    |
| 4     | 55 a 59 | 12    |
| 20    | 50 a 54 | 16    |
| 8     | 45 a 49 | 8     |
| 16    | 40 a 44 | 8     |
| 24    | 35 a 39 | 12    |
| 20    | 30 a 34 | 16    |
| 20    | 25 a 29 | 12    |
| 13    | 20 a 24 | 4     |
| 8     | 15 a 19 | 16    |
| 28    | 10 a 14 | 20    |
| 20    | 5 a 9   | 4     |
| 12    | 0 a 4   | 16    |

## Economia
El 2007 la població en edat de treballar era de 290 persones, 200 eren actives i 90 eren inactives. De les 200 persones actives 183 estaven ocupades (104 homes i 79 dones) i 17 estaven aturades (6 homes i 11 dones). De les 90 persones inactives 26 estaven jubilades, 25 estaven estudiant i 39 estaven classificades com a «altres inactius».

### Ingressos
El 2009 a Chémeré-le-Roi hi havia 172 unitats fiscals que integraven 449 persones, la mediana anual d'ingressos fiscals per persona era de 14.592,5 €.

### Activitats econòmiques
Dels 9 establiments que hi havia el 2007, 1 era d'una empresa extractiva, 2 d'empreses de construcció, 1 d'una empresa d'informació i comunicació, 3 d'empreses immobiliàries, 1 d'una empresa de serveis i 1 d'una entitat de l'administració pública.
Dels 4 establiments de servei als particulars que hi havia el 2009, 1 era una fusteria, 1 veterinari i 2 agències immobiliàries.
L'any 2000 a Chémeré-le-Roi hi havia 27 explotacions agrícoles que ocupaven un total de 910 hectàrees.

## Equipaments sanitaris i escolars
El 2009 hi havia una escola elemental integrada dins d'un grup escolar amb les comunes properes formant una escola dispersa.

## Poblacions més properes
El següent diagrama mostra les poblacions més properes.